# Jay Rock
Johnnie McKenzie (* 31. března 1986) spíše známý pod jménem Jay Rock, je americký rapper. Časopisem XXL byl zasazen do top 13 most street artists. Společně s členy Kendrick Lamar, Schoolboy Q a Ab-Soul tvoří rapovou skupinu Black Hippy. Rock se v roce 2010 upsal labelu Strange Music pod kterým 17. května vydal své první studiové album s názvem Follow Me Home s titulním singlem "All My Life (In the Ghetto)".

## Biografie

### Počátky
Narodil se v Nickerson Gardens v městské části Watts, Los Angeles, Kalifornie. V době kdy studoval vysokou školu vydal svůj první mixtape, a krátce poté se upsal nahrávacímu studiu Warner Bros. a Top Dawg Entertainment.

### 2008-2011:Follow Me Homea přesun ke Strange Music
Ke konci roku 2008 vydal svůj debutový singl "All My Life (In the Ghetto)" spolu s Lil Waynem a zpěvákem will.i.am. Jeho debutové album bylo vydáno na jaře 2011 pod labelem Strange Music. V minulosti se objevil na obálce prestižního časopisu XXL a hudební kanál MTV ho jmenoval jedním z průlomových MC's roku 2010. Jeho mixtape "From the Hood to the Cover of XXL" byl vypuštěn na iTunes 24. července 2010. Zúčastnil se s 50 Centem a dalšími umělci The Invitation Tour. Později se také vydal na turné společně s Tech N9ne, E-40, Glasses Malone, Kutt Calhoun and Kendrick Lamar pod názvem Independent Grind National Tour. Jeho mixtape Black Friday se objevil na iTunes 7. prosince 2010. Follow Me Home bylo vydáno 26. července 2011.

### 2012 po současnost:90059aRedemption
V březnu 2012 MTV oznámila že label Top Dawg Entertainment, uzavřel smlouvus hudebním vydavatelstvím Interscope Records a Aftermath Entertainment. Během roku 2012 vyjel na BET Music Matters Tour se zbytkem skupiny Black Hippy. A později téhož roku hostuje v tracku "Money Trees" na albu Good kid, m.A.A.d city.
V září 2015 vydal své druhé studiové album s názvem 90059. Album mělo pohyblivé datum vydání v závislosti na počtu předobjednávek. Mezi červnem a srpnem 2015 byly vydány tři singly, a to "Money Trees Deuce" (ft. Lance Skiiwalker), "Gumbo" a "90059". Žádný ze singlů se v hitparádách neumístil.
V lednu 2018 vydal singl "King's Dead" (s Kendrick Lamar, Future a James Blake). Singl se poprvé objevil na soundtracku k filmu Black Panther Black Panther: The Album. Singl se umístil na 21. příčce žebříčku Billboard Hot 100. V květnu vydal singl "Win", který ovšem v hitparádách nezaboidoval. V červnu následovalo vydání alba Redemption, které obsahuje oba dva singly.

## Diskografie
hlavní článek: Diskografie Jay Rocka
Studiová alba
- 2011: Follow Me Home
- 2015: 90059
- 2018: Redemption

Mixtapy
| Rok  | Název                                          |
| ---- | ---------------------------------------------- |
| 2006 | Watts Finest Vol. I                            |
| 2006 | Watts Finest Vol. II: The Nickerson Files      |
| 2007 | Watts Finest Vol. III: The Watts Riots         |
| 2007 | No Sleep 'Til NYC (s Kendrick Lamar aka K-Dot) |
| 2008 | Do It Nigga Squad Vol. 1 (s Top Dawg Ent.)     |
| 2008 | Coming Soon To A Hood Near You                 |
| 2009 | Coming Soon 2 A Hood Near You                  |
| 2009 | Gudda Muzik                                    |
| 2009 | 30 Day Takeover                                |
| 2010 | From Hood Tales to the Cover of XXL            |
| 2010 | Black Friday                                   |